# 록시땅
록시땅 앙 프로방스(L'Occitane en Provence [lɔk.si.tan ɑ̃ pʁɔ.vɑ̃s]→프로방스의 옥시타니아 여자), 줄여서 록시땅(L'Occitane)은 프랑스 마노스크에 본사를 둔 명품 화장품 및 세면 용품 브랜드다. 1976년 올리비에 바우산이 그의 고향인 프로방스의 전통을 기념하고 보존하는 회사를 설립하기 위한 목적으로 설립했다. 2010년 홍콩 증권거래소에 상장되었다.

## 역사
1976년 23세의 올리비에 바우샨은 증기 증류를 이용하여 야생 로즈메리와 라벤더에서 에센셜 오일을 생산했고, 그는 이것을 그의 고향 프로방스의 노천 시장에서 팔았다. 록시땅은 오시타니아의 여성 이름에서 따왔다. 이 지역은 프랑스 남부, 스페인 북동부, 이탈리아 북부에 걸쳐 중세 시대에 존재했다. 오크어는 원주민 언어였으며, 이 지역의 일부 지역에서는 여전히 제2언어로 사용되고 있다.
1976년, 올리비에 바우산은 자신에게 기증된 오래된 비누 공장을 이용하여 프로방스 마을인 마노스크에서 마르세유 비누 제조의 전통 예술을 부활시켰다. 그는 야채 기반의 비누를 제조했다. 첫 번째 록시땅 공장과 부티크는 1981년 프로방스의 마을인 볼락스 (Volx)에 문을 열었다.
1990년대에 바우산은 사업 확장 자금을 조달하기 위해 벤처 투자가들에게 사업 지분의 대부분을 매각했다. 그들의 접근 방식이 양립할 수 없었기 때문에, 바우산은 자신이 일상적인 관리 및 전략적 의사 결정에서 배제되었다는 것을 알게 되었다.
1994년, 오스트리아의 사업가 라이놀트 가이거는 그룹의 지분 33%를 샀다. 일련의 증자를 통해 가이거는 1996년에 대주주가 되었다. 가이거 신임 회장은 바우산에게 크리에이티브 디렉터로 복귀해 제품 개발을 이끌어 달라고 요청했다. 마케팅 전략에 대한 회사의 새로운 초점은 국제적인 확장을 위한 길을 닦았다. 1990년대 후반에 회사의 뿌리와의 연결을 강화하기 위해 회사 이름을 'L'occitaneen Provence'로 바꾸었다. 2001년 4월 20일, 클라린스는 회사 주식의 약 5.18%와 €11,433,750의 전환사채 대출을 통해 회사의 재무적 투자자가 되었다. 2005년 2월 22일, 클라린은 16,525,580유로를 전환사채에 투자하였다. 사채가 전환되었을 때, 클라린스는 23.33%의 주식을 보유하였다. 경영진은 2007년 5월 레버리지 인수를 단행했고, 이에 따라 레이놀드 가이거의 지분은 31.9%에서 48.7%로, 클래린스의 지분은 10.0%로 희석됐다.
록시땅은 미국 북부를 포함해 90여 개국에 상점이 있고북아메리카, 남아메리카, 유럽, 아시아, 오스트레일리아, 아프리카에 있으며, 미국에는 170개의 상점은 미국에 있다. 2010년 IPO를 시작할 때, 이 회사는 자사의 제품이 1,500개 이상의 소매점을 통해 80개 이상의 국가에서 판매되었다고 발표했다. 2009년 3월 31일까지 5억 3730만 유로의 매출을 올렸다. 이 회사는 자본금을 모아 650개 이상의 점포 개설을 계획했다.
2013년에는 전 세계에서 6,600명의 직원을 고용하고 브라질 제품에 초점을 맞춘 새로운 브랜드인 록시땅 브래실을 창설했다.
2021년, 회사의 미국 법인은 뉴저지에 11장 파산 절차를 신청했다.
2021년 록시땅 그룹은 미국의 뷰티 브랜드 솔데자네이로를 인수했다.
2022년 3월, 록시테인은 오스트레일리아의 스킨케어 브랜드인 그라우드 연금술사의 지분 대부분을 인수했다.
2022년 러시아의 우크라이나 침공 이후, 록시테인은 잠재적인 보복으로부터 직원들을 보호하기 위해 러시아 상점을 계속 열 것이라고 발표했다. 며칠 후, 록시땅은 러시아 상점과 웹사이트를 폐쇄할 것이라고 발표하면서 결정을 번복했다.

### 리스트
2010년 3월, 홍콩 증권거래소의 상장 위원회는 L'Occitane International S.A.의 주식 공개 계획을 승인했다. 그 회사는 수익의 3분의 2가 매장 개점 자금 조달에 사용될 것이라고 말했다.중국 투자 회사는 주식의 약 1.9%에 대한 주춧돌 투자자로서 회사의 IPO에 5천만 달러를 투자했다. 록시땅 인터내셔널 SA의 주식 상장에 따라 록시테인 그룹 SA는 회사의 지분 75%를 보유하고 있으며, 가이거, 클라린스 등의 주식은 간접적으로 소유하고 있다.

## 미용 제품

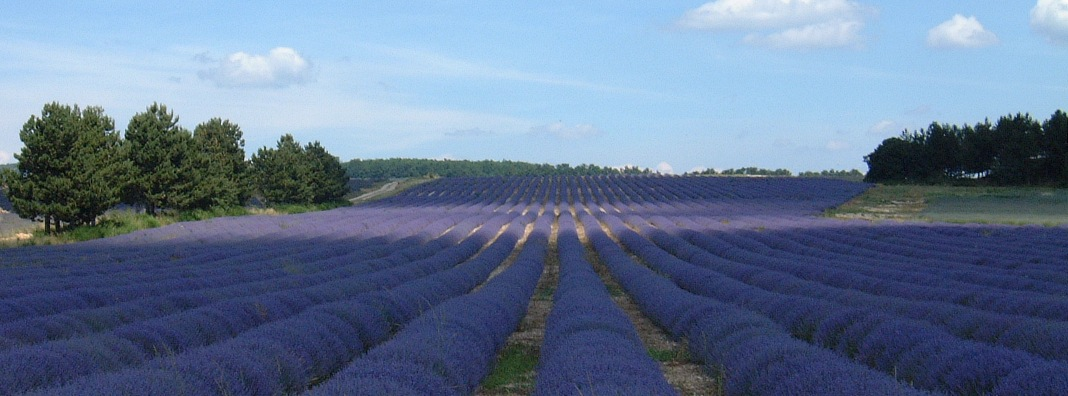
프로방스의 라벤더 들판

록시땅의 모든 제품은 직원 1,000명이 근무하는 마노스큐의 본사에서 개발 및 생산된다. 그 회사는 생산의 대부분을 프로방스에서 조달한다. 그리고 전통적인 생산 방식에 의존하는 생산자들의 주요 생산품인 코르시카에서 생산되는 불사조 식물 (Helichrysum Italicum) 중 하나이다.
록시땅은 전통적인 재배 방법을 보존하는데 기여한다.
- 오트프로방스 알프스의 아몬드 나무 재배 프로그램을 지원한다.
- 코르시카에 있는 불멸의 꽃밭을 심어서 희귀한 종들을 보존한다.
- 향기롭고 향기로운 식물 개발을 지원하는 조직과의 파트너십 개발 (예: 향수 식물 국립간 사무국),[19] 그리고 전통적인 재배, 특히 라벤더 재배를 장려한다.

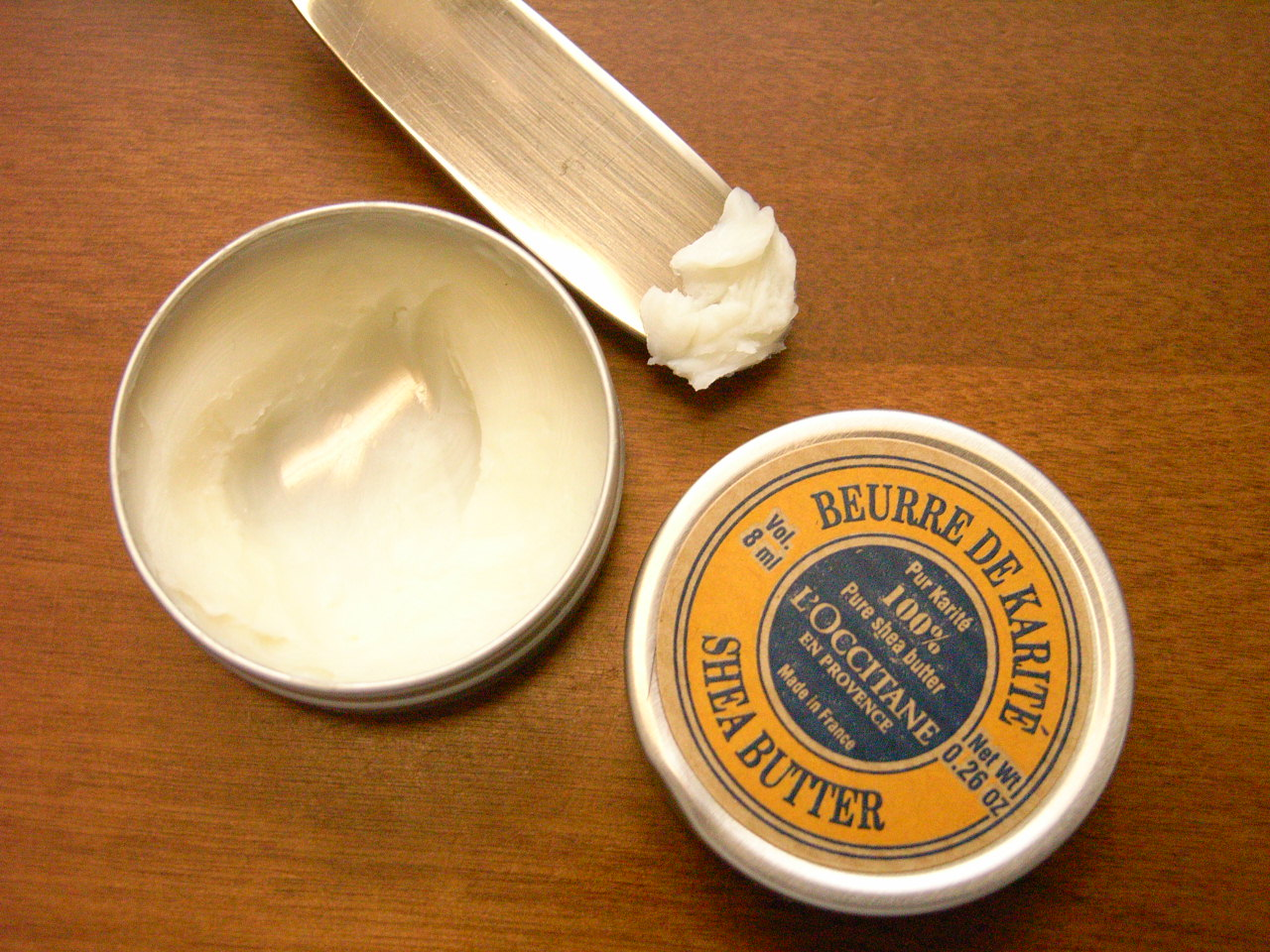
록시땅 시어버터 한 캔

시어버터는 프로방스산 제품 외에도 ECOCERT 인증으로 부르키나파소의 여성단체에서 공정무역으로 직접 구매한다. 시아 나무는 신성한 것으로 여겨지며, 여성들이 돈을 버는 방법이기 때문에 시아 트리의 버터는 "여성의 금"으로 알려져 있다. 시어버터의 전통은 여전히 사용되고 있다. 예를 들어, 떨어진 과일만 여성에 의해 수집될 수 있고, 시어버터를 만드는 비결을 여성만이 안다.
업체 측에 따르면 동물실험을 하지 않으며, 제조과정에서 벌집 제품을 제외한 동물제품이나 부산물이 사용되지 않는다. 록시땅은 에코커트의 유기농 화장품 사양에 맞춰 대부분의 제품과 성분을 개발한다.

## 멜비타 주
록시테인은 2008년 그룹 M&A 개발사와 자회사인 M&A 산테 뷰티를 인수했다. 1983년 프랑스 생물학자 베르나르 셰빌리아에 의해 아르데슈에서 설립된 이 회사는 주로 프랑스에서 생태 및 유기농 화장품을 상품화하고 있다. 1990년, 멜비타는 최초의 유기농 화장품 제품군을 출시했고 그것의 제조는 ECOCERT 인증을 받았다. 그들은 현재 13개국에 상점을 가지고 있다.

## 록시땅 재단
라 퐁당 드 엔터프라이즈 록시테인은 시각장애인을 지원하고 여성의 경제적 해방을 돕기 위해 6년간 400만 유로의 예산을 들여 2006년 설립된 민간단체다. 특히 부르키나파소의 시각장애인을 위한 NGO 단체와 시각장애인을 위한 훈련을 지원한다. 록시테인 재단은 개발도상국에서 피할 수 있는 실명에 맞서 싸우는 단체인 Orbis와 파트너십을 맺었다. 여성의 경제적 해방을 지원하기 위해 록시테인 재단은 부르키나파소의 남서부 지역에 있는 디신의 사람들의 생활 방식을 개선하기 위해 파아-이투오라 협회와 협력했다.
2013년 유엔 개발 계획(UNDP)은 2013년 "성장하는 포용적 시장" 이니셔티브의 틀 안에서 로시타넨 프로방스를 모범적인 기업으로 인정하기로 결정했다.2013년부터, 록시땅 재단은 실명과의 싸움에 대한 그의 노력에 대해 2년마다 안과의사에게 상을 주었다. 2013년, 볼커 클라우스 교수는 아프리카에서의 활동에 대해 €50,000의 상금으로 첫 번째 옥시탄 시선상을 받았다.